# Кутюр (фильм)
«Кутюр» (англ. Couture) — будущий драматический фильм, сценариста и режиссёра Алис Винокур. Главные роли в фильме исполнили Анджелина Джоли, Луи Гаррель, Элла Румпф и Гаранс Марилье.

## Сюжет
Американский режиссёр отправляется в путешествие и приезжает в Париж на Неделю моды.

## В ролях
- Анджелина Джоли
- Луи Гаррель
- Элла Румпф
- Гаранс Марилье
- Аньер Аней
- Финнеган Олдфилд

## Производство
В ноябре 2024 года стало известно, что Анджелина Джоли, Луи Гаррель, Элла Румпф, Гаранс Марилье, Анье Аней и Финнеган Олдфилд вошли в актёрский состав фильма, Алиса Винокур станет режиссёром по написанному ею сценарию. Основные съёмки начались в том же месяце в Париже.